# Denticnema striata
Denticnema striata är en skalbaggsart som beskrevs av Hermann Burmeister 1844. Denticnema striata ingår i släktet Denticnema och familjen Melolonthidae. Utöver nominatformen finns också underarten D. s. feminiformis.